# Xerociris wilsonii
Xerociris wilsonii är en fjärilsart som beskrevs av Augustus Radcliffe Grote 1863. Xerociris wilsonii ingår i släktet Xerociris och familjen nattflyn. Inga underarter finns listade i Catalogue of Life.